# Bruno Reinhold
Bruno Reinhold (* 24. Mai 1891 in Berlin; † 12. Dezember 1973 ebenda) war ein deutscher Maler und Grafiker.

## Leben und Werk
Reinhold absolvierte in Berlin eine Lehre als Dekorationsmaler. Nach der Teilnahme am Ersten Weltkrieg besuchte er die Kunstgewerbe- und Handwerkerschule (Berlin) in Berlin-Charlottenburg. Danach arbeitete er in Berlin mehrere Jahre als Theatermaler, ehe er sich 1935 dort als Künstler selbstständig machte. Bereits ab 1924 ist er im Berliner Adressbuch als Kunstmaler eingetragen, zunächst in der Schivelbeiner Straße 19, später im Dammweg 17 in Treptow.
Er war für seine Radierungen bedeutender Kirchen- und Profanbauten (u. a. Berlin, Danzig, Köln, Prag oder Straßburg) bekannt, die heute noch im Handel sind.
Nach der Teilnahme am Zweiten Weltkrieg und der Kriegsgefangenschaft arbeitete er im Ostteil Berlins freischaffend als Maler und Grafiker.
Seine frühen Blätter signierte er meist mit vollem Namen, sie sind fast nie datiert. Reinhold war Mitglied des Verbands Bildender Künstler der DDR.
Sein Sohn ist der Berliner Maler Peter Reinhold.

## Werke (Auswahl)

### Tafelbilder
- FDJ baut ein Stadion / Cantianstraße (1951, Öl, 70 × 110 cm; Kunstarchiv Beeskow)
- Trümmerverladestelle, Waisenbrücke Berlin (1952, Öl, 51 × 110 cm)[2]
- Aufbauhelfer (1952, Öl, 78 × 105 cm; ging als Geschenk der DDR an das Kulturministerium der Volksrepublik Polen)[3]
- Kinderferienlager (Öl, 73 × 112 cm; 1952 in der Ausstellung „Berliner Künstler“)

### Zeichenkunst
- Holzarbeiter (Pastell, 1951)[4]
- Erlenbruch (Rohrfeder, getönt, 47 × 50 cm; 1952 in der Ausstellung „Berliner Künstler“)
- Märkische Landschaft (Rohrfeder, 47 × 50 cm; in der Ausstellung „Berliner Künstler“)

### Druckgrafik
- Kölner Dom, Radierung, (Radierung, vor 1945)[1]
- Berliner Schloss, Eosanderportal, (Radierung, vor 1945)
- Marienkirche, Danzig (Radierung, vor 1945)

## Ausstellungen (unvollständig)
- 1951/1952: Berlin, Museumsbau am Kupfergraben („Künstler schaffen für den Frieden“)
- 1952: Bautzen, Görlitz und Zittau („Berliner Künstler“)
- 1953: Dresden, Dritte Deutsche Kunstausstellung
- 1954 und 1958: Berlin, Bezirkskunstausstellung

Postume Ausstellungsbeteiligung
- 1983: Berlin, Galerie am Prater („Retrospektive 1973–1983“)